# Matthias Raidt
Matthias Otto Raidt (* 29. Juli 1959 in Tübingen) ist ein deutscher Autor und Moderator.
Er moderiert bei dem privaten Stuttgarter Radiosender Antenne 1, er schreibt Jugendbücher und moderiert Dokus.

## Leben und Werk
Matthias Raidt studierte katholische Theologie bis zum Diplom-Theologen.
Von 1991 bis 1997 nahm er regelmäßig an den Ausgrabungen in Troia teil, die von Manfred Korfmann geleitet wurden. Während dieser Zeit war er als Archäologe tätig und drehte als Autor zusammen mit dem Institut für den wissenschaftlichen Film (IWF Göttingen) die jährlichen Dokumentationsfilme und berät heute noch Sendeanstalten weltweit zum Thema Troia.
Durch die Ausgrabungen entstand die erste Idee zu dem Jugendbuch Rüya und der Traum von Troia (2000). Der erste gute Erfolg ermunterte Raidt und den Illustrator Christoph Haußner zum Jugendbuch Drei Legionen für Rom – Ein Abenteuer um die Varusschlacht (2008), das Hörbuch dazu erschien im April 2009. Im Juni 2012 ist der dritte Jugendroman fertig geworden, bisher jedoch noch nicht erschienen. Ferner publizierte er 2015 einen Reiseführer durch Rom.
Er moderierte für den Radiosender Antenne 1 jahrelang jeden Sonntag die Sendung Dream-Team und verschiedene Live-Events und Show-Acts auf der Bühne. Zurzeit arbeitet er als Museumsführer in der Sülchenkirche bei Rottenburg.

## Veröffentlichungen (Auswahl)
- 111 Gründe, Rom zu lieben. Eine Liebeserklärung an die großartigste Stadt der Welt. Schwarzkopf & Schwarzkopf, Berlin 2015, ISBN 978-3-89602-978-2